# Гиндилис, Мирон Моисеевич
Мирон Моисеевич (Меер Мошкович) Гиндилис (7 января 1901, Киев — 27 января 1993, Ульяновск) — инженер-строитель, строитель Волховской гидроэлектростанции, Магнитогорского металлургического комбината.

## Биография
Гиндилис Мирон Моисеевич родился 25 декабря 1900 года по старому стилю (7 января 1901 года по новому стилю) в Киеве в семье служащего. Рано осиротел и воспитывался старшей сестрой Ревеккой. Учился в Киевском художественном училище, затем в Киевском средне-строительном техническом училище. 
В октябре 1917 года участвовал в вооруженном восстании против Временного правительства в Киеве, на Печерске, вместе с солдатами 3-го авиаполка. Весной 1919 года вступил в Киевскую организацию РСДРП (меньшевиков), примыкал к интернационалистам. 
С февраля по июль 1919 года работал техником-чертежником в техбюро Киевского Совета. 
С июля 1919 года до октября 1920 года служил в Красной Армии: в Главном военно-санитарном управлении Украины, в санчастях 5-й армии Восточного фронта, 3-й армии Западного фронта, секретарем военкома. 
В мае 1920 года проездом с Восточного на Западный фронт передал письмо в редакцию газеты «Правда» о разрыве с меньшевиками и призывом к левым социал-демократам вступать в коммунистическую партию. С июня 1920 года — член РКП (б). В октябре 1920 года откомандирован и поступил на учёбу на инженерно-строительный факультет Московского политехнического института (МВТУ им. Баумана). В институте неоднократно избирался в состав партийного бюро, был секретарем партячейки института. 
Работал на стройках Москвы и, в том числе, на строительстве здания Центрального телеграфа в 1926 году. В сентябре 1930 года поехал на строительство Магнитогорского металлургического комбината; там проработал 5 лет на различных должностях, начиная от производителя работ до начальника производственно-технического отдела и заместителя главного инженера участка горнорудного хозяйства. С осени 1935 года работал на строительстве второй очереди Горьковского автомобильного завода.
В августе 1937 года его исключили из партии как бывшего меньшевика, в 31 августа того же года он был арестован, приговорен в 10 годам ИТЛ + ПП (07.10.1937 года), сидел в Алтайском крае и Карлаге, Саранском отделении (строительство ж/д). 
В августе 1947 года был освобожден из лагеря, остался работать в Караганде на строительстве завода горно-шахтного оборудования в должности старшего инженера.
Второй арест — 26 июля 1949 года в Караганде. Приговор вынесен в октябре того же года: ссылка, на поселение. Летом 1954 года ссылка была отменена. В июле 1955 года определением Верховного Суда СССР был полностью реабилитирован и постановлением ЦК Компартии Казахстана от 13 октября 1956 года восстановлен в партии с 1920 года с перерывом партийного стажа с 1935 года по сентябрь 1956 года.
В сентябре 1957 года переехал в Ульяновск и работал в управлении строительства Совнархоза. Работал на целине, был награжден медалью «За освоение целинных земель».  
С 1963 года на пенсии. 
Скончался 27 января 1993 года, похоронен на Северном кладбище г. Ульяновска. 

## Семья
Сестра — Ревекка Моисеевна Ратная (1891, Киев—1975, Москва). В 1930-е годы также была репрессирована. Реабилитирована в 1956 году. 
Жена — Вера Иосифовна Мац (1906—1982). 
Дети и внуки:  
- Савич Мира Мироновна (1931—2021, Ульяновск),  историк-исследователь, просветитель, краевед. Жила в Ульяновске, ей принадлежит большая в развитии и пропаганде краеведения, создании музейной сети Ульяновска и Ульяновской области, в конце 1980-х – начале 1990-х годов Мира Мироновна была автором и ведущей популярного телевизионного цикла на ГТРК «Волга» «Страницы истории родного края». В 2001 году М.М.Савич передала городу свой личный фонд. Ее муж — Натан Самуилович Савич (1925—2001), инженер-конструктор, работал над конструированием приборов для космических аппаратов[7]. Сын — Владимир Натанович Савич, внучка — Екатерина, живет в США.[8][9]
- Гиндилис Лев Миронович (1932—2021, Москва), астрофизик, кандидат физико-математических наук, действительный член Российской академии космонавтики им. К. Э. Циолковского, заслуженный научный сотрудник МГУ, последователь учения Рерихов[10][11][12]. Сын — Андрей Львович Гиндилис (род.1960), окончил химический факультет МГУ, кандидат химических наук.
- Гиндилис Виктор Миронович (1937—2001, Питтсбург, США). Сын — Евгений Викторович Гиндилис.